# Metacanthus microphtalmus
Metacanthus microphtalmus – gatunek pluskwiaka z rodziny smukleńcowatych i podrodziny Metacanthinae.

## Taksonomia
Gatunek ten opisany został po raz pierwszy w 1965 roku przez Josefa M. Štusáka na łamach „Acta Entomologica Musei Nationalis Pragae”. Jako lokalizację typową wskazano Tawetę w Kenii. Epitet gatunkowy oznacza po łacinie „drobnooki” i nawiązuje do niewielkich jak na przedstawiciela rodzaju oczu tego owada.

## Morfologia
Pluskwiak o mocno wydłużonym ciele długości około 4,7 mm, ubarwionym słomkowożółto z czarnymi lub czarniawobrązowymi: nasadą czwartego członu czułków, oczami, wierzchołkami stóp i kłujki oraz wąską linią na wewnętrznej krawędzi przykrywki. Głowa ma słabo wyniesione ciemię, bardzo małe oczy oraz sięgającą za tylnej pary biodra kłujkę. Czułki mają człon pierwszy maczugowato zwieńczony, człon drugi nieco dłuższy od poprzedniego i następnego, a ostatni, czwarty człon wrzecionowaty. Półtorakrotnie dłuższe niż szerokie, grubo punktowane przedplecze ma prostą krawędź przednią, wyniesione kąty barkowe i wklęśniętą krawędź tylną. Na powierzchni przedplecza występuje podłużne żeberko środkowe i dwa żeberka boczne. Długi kolec niemal pionowo wyrasta z tarczki. Półpokrywy są dobrze wykształcone, u samca sięgające poza szczyt odwłoka. Wyrostki ujść gruczołów zapachowych zatułowia łukowato zakrzywiają się na szczytach. Odnóża mają maczugowato zwieńczone uda, dłuższe od nich i na wierzchołkach nieco nabrzmiałe golenie oraz stopy o członie pierwszym nieco dłuższym niż dwa następne razem wzięte.

## Występowanie
Owad afrotropikalny, znany z Kenii, Tanzanii, Angoli i Południowej Afryki.